# The Marked
The Marked var et amerikansk rockband, der eksisterede fra 1985 til 1987. 
The Marked bestod af Billy Corgan (guitar), Dale Meiners (bas) og Don Roesing (trommer). Navnet fik de fra de mærker, som nogle af medlemmerne havde på hovedet.
Bandet blev dannet i Chicago, USA, men flyttede kort tid efter til Florida i håbet om at finde en større fanbase. Da det glippede, gik bandet stille og roligt hver til sit. 
Selvom The Marked hverken nåede at udgive nogen albums, singler eller noget som helst er der nogle enkelte populære sange, der eksisterer rundt omkring på nettet, heriblandt First Curse, Mao Say Tongue, Fade on Violet, etc.
Billy Corgan og Ron Roesing kom igen til at indspille musik sammen allerede året efter The Marked havde gået hver til sit. I 1988 hjalp Roesing nemlig med at spille trommer i Billy Corgans nye band Smashing Pumpkins, og Roesing medvirkede på nogle af sangene på Nothing Ever Changes (den første EP fra Smashing Pumpkins).
I 2000 sagsøgte The Marked deres tidligere forsanger Billy Corgan og hans succesfulde band Smashing Pumpkins for brug af noget videoklip i bandets live video Vieuphoria fra 1994.